# Blackwood (Wales)
Blackwood (wal. Coed Dduon) ist eine Mittelstadt im Caerphilly County Borough in Südwales mit etwa 24.000 Einwohnern.

## Geographie
Blackwood liegt in Südwales am Sirhowy River nördlich von Cardiff und nordwestlich von Newport, auf etwas mehr als 150 Metern über dem Meeresspiegel. Das Stadtgebiet besteht aus mehreren Stadtteilen und ist mehr oder weniger auf einer West-Ost-Achse ausgestreckt. Westlichstes Gebiet ist der Stadtteil Tir-Y-Berth am Rhymney River, östliches Gebiet der Stadtteil Croespen-maen. Zu den weiteren Stadtteilen gehören – von West nach Ost – Fleur-de-lis, Pengam, Cefn Fforest, das Stadtzentrum Blackwood, Woodfieldside und Oakdale. Während die gesamte Stadt so über 24.000 Einwohner hat, hat der gleichnamige Stadtteil Blackwood nur etwa 8.500 Einwohner. Die einzelnen Stadtteilen gehören mitunter zu verschiedenen Communities, da die Community Blackwood nur den gleichnamigen Stadtteil umfasst. So gehört beispielsweise Tir-Y-Berth zur Community Gelligaer, während Croespen-maen auf dem Gebiet der Community Crumlin liegt.
Darüber hinaus ist Blackwood Teil eines urbanen Gebietes, das unter anderem auch Bargoed, Gelligaer, Ystrad Mynach, Pontllanfraith und Newbridge umfasst. Diese urbane Gebiet bildet in der Einteilung des Office for National Statistics den nordwestlichen Teilraum des Metropolgebietes (built-up area) von Newport. Wahlkreistechnisch gehört Blackwood größtenteils zu Islwyn und dem gleichnamigen walisischem Pendant, nur Tir-Y-Berth liegt bereits auf dem Gebiet des Wahlkreises Caerphilly und dessen walisischem Pendant.

## Geschichte
Anfang des 19. Jahrhunderts gab es auf dem Gebiet des heutigen Blackwoods nur vereinzelte Häuser. 1820 begann der Philanthrop John Hodder Moggridge mit der Gründung und Entwicklung einer neuen Siedlung, die er „Blackwood“ nannte. Bereits 1828 hatte sie laut Moggridge knapp 1.500 Einwohner und eine florierende Wirtschaft. Danach wuchs die Stadt vor allem durch die umliegende Kohlewirtschaft. So gingen viele Einwohner von Blackwood in die Oakdale Colliery zum Arbeiten. Daneben gab es auch gut ein Dutzend weiterer Bergwerke in oder um Blackwood. So kam es aber auch, dass sich die Einwohner Blackwood an der Bewegung der Chartisten beteiligten. In den folgenden Jahrzehnten wurde Blackwood nach und nach zu einer Kleinstadt. Zwischen 1908 und 1912 wurde das Stadtzentrum saniert. Im 20. Jahrhundert wurde die Stadt vom Niedergang der Kohleindustrie getroffen. Zu jener Zeit gehörte Blackwood zu Gwent, ehe es 1974 mit einer Verwaltungsreform zum neu gebildeten Distrct Islwyn kam. Seit 1994 ist es Teil des Caerphilly County Boroughs.
Nach der Schließung Oakdale Colliery 1990 orientierte sich die Stadt um und versuchte mit einigem Erfolg, High-Tech-Industrien anzusiedeln und Kulturangebote zu schaffen. In Oakdale entstand darüber hinaus ein eigener „Business Park“. Ein weiteres ähnliches Projekt entstand im Westen der Stadt. Das County Borough Council vom Caerphilly County Borough bewirbt zusätzlich Blackwood mit seiner Nähe zum Bannau-Brycheiniog-Nationalpark und ähnlichen Möglichkeiten für Outdooraktivitäten als Urlaubsort. Heutzutage ist Blackwood die zweitgrößte Stadt des Caerphilly County Boroughs.

## Infrastruktur
Im Zuge der Strukturreform entstand in Blackwood unter anderem ein kulturelles Multifunktionsgebäude. Darüber hinaus gibt es mehrere Poststellen, verschiedenste Einkaufsmöglichkeiten, mehrere Kinos, und verschiedene medizinische Einrichtungen. Des Weiteren gibt es in Blackwood einen Golfplatz, und einen Rugbyclub. Im Übrigen gibt es auch eine Comprehensive School, sowie eine Primary School.

## Verkehr
Durch Blackwood führen mehrere Regionalstraßen, namentlich die A469 road, die A4049 road und die A4048 road. Darüber hinaus existiert in Tir-Y-Berth eine nach dem Stadtteil Pengam benannte Station an der Eisenbahnstrecke Rhymney Line. Des Weiteren ist Blackwood durch zahlreiche Buslinien mit dem südwalisischen Umland vernetzt, wobei es einen eigenen Busbahnhof hat. In Blackwood selbst wurde im 21. Jahrhundert mit der Chartist Bridge eine wichtige Verkehrsbrücke geschaffen.

## Persönlichkeiten
Die Stadt ist die Heimat der Band Manic Street Preachers. Darüber hinaus sind folgende Personen Söhne und Töchter von Blackwood:
- William Thomas (1832–1878), Dichter
- Gwyn Jones (1907–1999), Schriftsteller
- Margaret Price (1941–2011), Sopranistin
- Mark Kendall (1958–2008), Fußballspieler
- Richey James Edwards (1967–1995), Musiker
- Lauren Williams (* 1999), Taekwondoin